# NOW ON AIR
NOW ON AIR ist ein im Jahr 2016 gegründetes Idol- und Seiyū-Ensemble.

## Geschichte
Die Gruppe wurde 2016 im Rahmen des Filmprojektes Your Voice: Kimikoe gegründet. Die Besetzung wurde durch ein Nachwuchscasting ermittelt. Dieses Casting begann im März 2016 mit einem Anmeldeverfahren bei dem sich mehr als 3.000 Teilnehmer bewarben.
Das Casting gewannen Mina Katahira, Misako Iino, Momone Iwabuchi, Mitsuho Kambe, Hitomi Suzuki und Yuki Tanaka, welche allesamt Sprechrollen im Film Your Voice: Kimikoe erhielten.
Mit Kono Koe ga Todokimasuyouni, Kibou no Kakera und Watashiteki Progress veröffentlichte das Sextett bis zum 22. September 2018 drei Singles, die allesamt eine Notierung in den japanischen Singlecharts erreichen konnten.
Anfang Februar 2019 kündigte die Gruppe ihr Debütalbum Rainbow’s Box an, welches am 27. Juli 2019 bei Lantis veröffentlicht wurde. Es stieg auf Platz 147 in den japanischen Albumcharts ein und hielt sich eine Woche lang dort auf.

## Diskografie
- 2017: Kono Koe ga Todokimasuyouni (Single, Lantis)
- 2017: Kibou no Kakera (Single, Lantis)
- 2018: Watashiteki Progress (Single, Lantis)
- 2019: Rainbow’s Box (Album, Lantis)

## Filmografie
- 2017: Your Voice: Kimikoe (Anime-Film, Sprechrolle)